# William Austin
William Austin (n. 2 martie 1778 – d. 27 iunie 1841) a fost un autor și jurist american, cel mai notabil pentru crearea povestirilor despre Peter Rugg publicate în New England Galaxy în 1824–1827.

## Biografie
S-a născut în 1778 în Lunenburg, Massachusetts, Statele Unite.
Strălucit jurist bostoniam, William Austin a întreprins o călătorie în Anglia, la întoarcere a publicat impresiile sale despre sistemul legislativ britanic în volumul Letters from London din 1804.
A scris câteva povestiri, dar reputația sa literară se bizuie în exclusivitate pe povestirea intitulată Peter Rugg, dispărutul, o capodopera în genul ei. Autorul reușește admirabil să transpună motive europene într-un decor specific american. Elementul supranatural este cu atât mai puternic, cu cât apare într-o lume dominată de un acerb simț practic. Personajul Peter Rugg s-a născut în 1730, el a intrat într-o furtună în anul 1770 când a avut loc Masacrul de la Boston, de atunci el a fost blestemat să călărească până la sfârșitul lumii.

## Vezi și
- Himera. Proză fantastică americană, Vol. 1, Editura Minerva, 1984